# Jamesoniet
Het mineraal jamesoniet is een lood-ijzer-antimoon-sulfide met de chemische formule Pb4Fe2+Sb6S14.

## Eigenschappen
Het opake grijs tot donkergrijze jamesoniet heeft een zwartgrijze streepkleur, een metallische glans en de splijting is perfect volgens kristalvlak [001]. De gemiddelde dichtheid is 5,56 en de hardheid is 2,5. Het kristalstelsel is monoklien en het mineraal is niet radioactief.

## Naam
Het mineraal jamesoniet is genoemd naar de Schotse mineraloog Robert Jameson (1774 - 1854).

## Voorkomen
Jamesoniet wordt voornamelijk hydrothermaal gevormd in lood-zilver-zink aders van lage tot gemiddelde temperatuur. De typelocatie is in Cornwall, Groot-Brittannië.